# Поповић Брдо
Поповић Брдо је насељено мјесто у саставу града Карловца, на Кордуну, у Карловачкој жупанији, Република Хрватска.

## Географија
Поповић Брдо се налази око 9 км југоисточно од Карловца.

## Историја
Поповић Брдо се од распада Југославије до августа 1995. године налазило у Републици Српској Крајини.

## Становништво
Према попису становништва из 2011. године, насеље Поповић Брдо је имало 244 становника.
| Националност       | 1991. | 1981. | 1971. | 1961. |
| Срби               | 260   | 243   | 312   | 359   |
| Југословени        | 7     | 60    | 1     | 1     |
| Хрвати             | 79    | 56    | 64    | 17    |
| Муслимани          |       | 3     |       |       |
| Словенци           |       | 1     |       |       |
| остали и непознато | 12    | 8     | 9     |       |
| Укупно             | 358   | 371   | 386   | 377   |

| Демографија | Демографија | Демографија |
| Година      | Становника  | Становника  |
| ----------- | ----------- | ----------- |
| 1961.       | 377         |             |
| 1971.       | 386         |             |
| 1981.       | 371         |             |
| 1991.       | 358         |             |
| 2001.       | 301         |             |
| 2011.       |             | 244         |

## Попис 1991.
На попису становништва 1991. године, насељено место Поповић Брдо је имало 358 становника, следећег националног састава:
| Попис 1991.‍  | Попис 1991.‍  | Попис 1991.‍ | Попис 1991.‍ | Попис 1991.‍ |
| ------------ | ------------ | ----------- | ----------- | ----------- |
|              |              |             |             |             |
| Срби         | Срби         |             | 260         | 72,62%      |
| Хрвати       | Хрвати       |             | 79          | 22,06%      |
| Југословени  | Југословени  |             | 7           | 1,95%       |
| Италијани    | Италијани    |             | 1           | 0,27%       |
| Чеси         | Чеси         |             | 1           | 0,27%       |
| неопредељени | неопредељени |             | 7           | 1,95%       |
| непознато    | непознато    |             | 3           | 0,83%       |
| укупно: 358  |              |             |             |             |